# Aston Martin DBS V12
De Aston Martin DBS is een sportwagen van het Britse merk Aston Martin. Aston Martin heeft de naam DBS al eerder gebruikt voor een GT uit 1967. Deze moderne auto vervangt het vlaggenschip van het merk, de Aston Martin V12 Vanquish.

## Geschiedenis
De auto was voor het eerst te zien in de Bond-film Casino Royale. Echter, tijdens de opnames van de film lag de DBS nog grotendeels op de tekentafel. Er werden drie testmodellen van de DB9 gedoneerd door Aston Martin en deze werden omgebouwd om op een DBS te lijken. De onthulling vond plaats op een liefdaligheidsevenement genaamd "Pebble Beach Concours d'Elegance" in 2007. De auto verscheen daar in een nieuwe kleur die "Casino Ice" heette. Tijdens de testsessies die met de auto werden gehouden op de Nürburgring had Aston Martin het bordje DBRS9 achterop geplakt, achteraf bleek dat dit slechts was gedaan om de fotografen in de war te brengen.

## Motor & Prestaties
De DBS beschikt over een zesliter V12 die ook te vinden is in de DBR9. De motor heeft wel grondige aanpassingen ondergaan om geschikt te worden voor de DBS. Het eindresultaat is 517pk (380 kW) bij 6500 toeren/min. en 569Nm koppel bij 5900 toeren/min. De V12 beschikt over een extra luchtinlaat die opent zodra de toeren boven de 5500 komen, op deze manier wordt extra lucht toegevoerd en kan de motor beter koelen. Dit alles resulteert in een 0–100 km/h tijd van 4,3 seconden en een topsnelheid van 320 km/h (198mp/h). De DBS is de eerste Aston Martin voor de weg die is uitgerust met keramische remschijven, wat zorgt voor een gewichtsreductie van 12,5 kg. De auto is uitgerust met een handmatige zes-versnellingsbak.

## Volante
In januari 2008 werd bekend dat er ook een cabriolet zou komen van de DBS. Deze heeft de naam DBS Volante in navolging van de DB9 Volante. De motor is hetzelfde als in de coupé, een 6.0L V12. De DBS Volante werd in maart 2009 getoond op de Autosalon van Genève. Later stond deze auto ook op de Nederlandse AutoRAI.